# Asterocheres espinosai
Asterocheres espinosai is een eenoogkreeftjessoort uit de familie van de Asterocheridae. De wetenschappelijke naam van de soort is voor het eerst geldig gepubliceerd in 2007 door Varela, Ortiz & Lalana.